# 柏林勃兰登堡门站
柏林勃兰登堡门站（德語：Bahnhof Berlin Brandenburger Tor）是柏林地铁5号線和快铁1、2和25号线的一座車站，位于勃兰登堡门附近。站名源自于著名柏林旅游景点的勃兰登堡门。